# Sijiqing, Peking
Sijiqing (kinesiska: 四季青) är ett område och en köping i Kina. Den ligger i Haidian i storstadsområdet Peking. Antalet invånare är 170 579. Befolkningen består av 76 738 kvinnor och 93 841 män. Barn under 15 år utgör 6,0 %, vuxna 15-64 år 88 %, och äldre över 65 år 4,0 %.